# Jack Angel
Jack Angel (Modesto, Califórnia, 24 de outubro de 1930 - Malibu, 18 de outubro de 2021) foi um comediante e ator americano.  Foi dublador de desenhos animados, incluindo "Super Friends", "Transformers" e "The Smurfs".
Começou como disc jockey de rádio na Califórnia e depois de duas décadas no rádio, iniciou carreira na dublagem com “Super Friends”. Foi a voz de Hawkman e Super Samurai e trabalhou em "Scooby-Doo e Scrappy-Doo" e "Homem-Aranha" entre muitos outros trabalhos. Ele serviu o Exército dos Estados Unidos e lutou na Guerra da Coreia, na década de 1950.